# Germaine Hainard
Pour les articles homonymes, voir Hainard.
Germaine Hainard-Roten, originaire de Savièse, née à Nuremberg en 1902 et morte en 1990 à Bernex, est une peintre suisse de paysages et de portraits. Elle est la fille de Bertha Roten-Calpini, peintre suisse, et l'épouse de l'artiste suisse Robert Hainard.

## Biographie
Elle a vécu jusqu'en 1917 à Nuremberg, où son père était enseignant. Elle suit ensuite l'école au couvent de Sion. Puis elle étudie à Genève, à l’École des arts industriels, la bijouterie et le dessin de figure ; elle suit également des cours du soir à l'École des beaux-arts de Genève (élève de Philippe Hainard), où elle rencontre Robert Hainard.
De 1925 à 1929, elle travaille comme émailleuse à la fabrique de montres Zenith au Locle.
Elle fréquente les peintres de Savièse : Édouard Vallet, Paul Virchaux, Hans Berger et Paul Mathey.
En 1929 elle épouse Robert Hainard, graveur et sculpteur genevois. Ils partagent ensemble la passion de l'observation de la nature sauvage. À sa mort, Robert Hainard publie une biographie de sa femme.
Dès 1930, elle expose des peintures à la Société des femmes peintres et architectes suisses, aux expositions nationales et fait partie de jurys.
Ils exposent régulièrement ensemble, elle se charge de la gestion des collections et de la préparation des expositions.
Ils ont deux enfants : Pierre (1936) et Marie (1942). Pierre Hainard écrira plus tard un livre sur ses parents et Marie Pflug-Hainard une chronique de la famille.

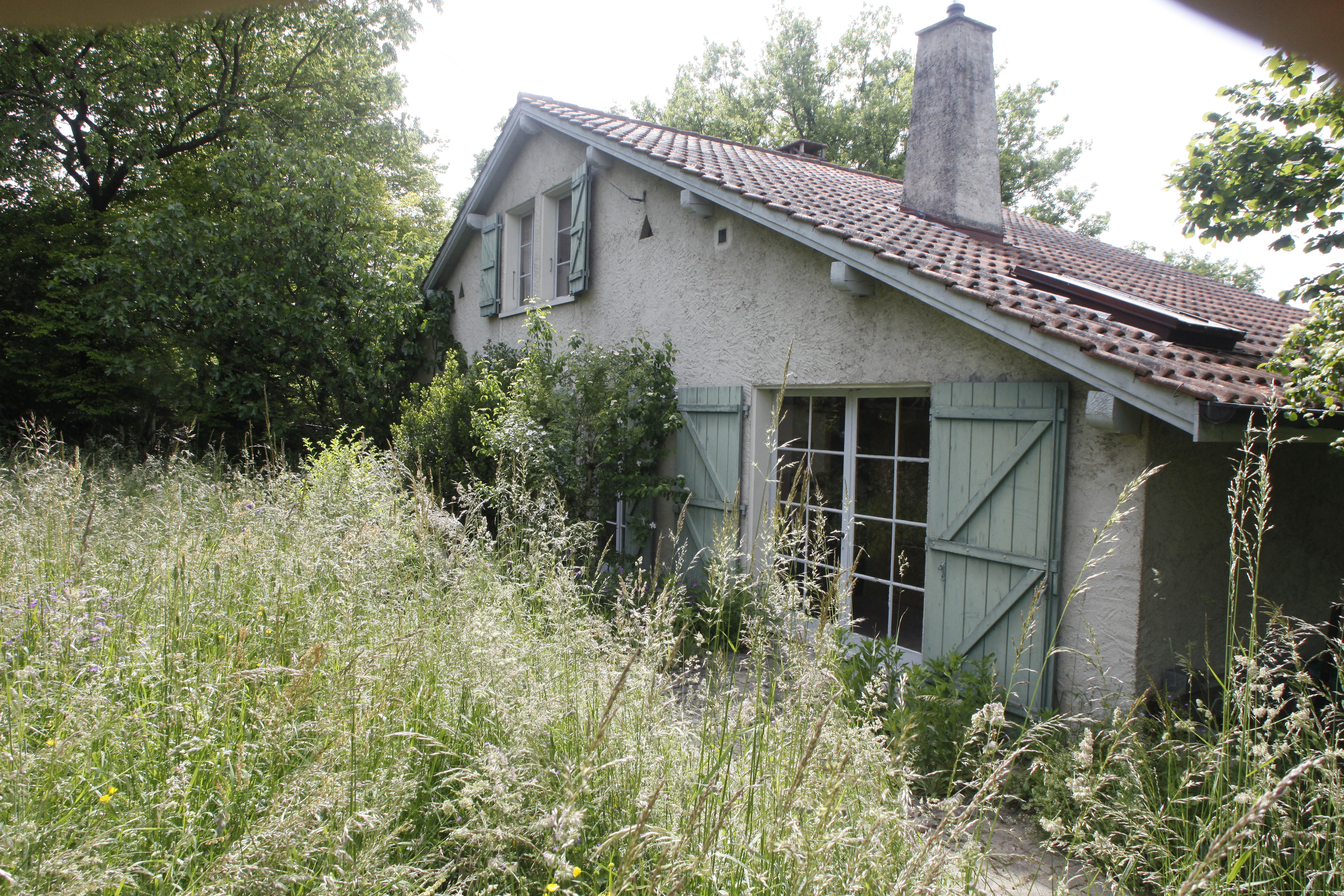
Maison Hainard à Bernex

En 1938 ils s'établissent dans la commune genevoise de Bernex. En 1957, ils emménagent dans une maison dont Germaine a dessiné les plans. Ils y ont leur atelier. Cette maison est actuellement le siège de la Fondation Hainard, fondée en 1998 et dirigée par Pierre Hainard.
Ils voyagent beaucoup ensemble, pour observer et dessiner la nature, entre autres en Bulgarie (1938, sur l'invitation du roi Boris pour que Robert puisse y observer les ours), Laponie (1951, voyage à pied, pour peindre les lumières célestes nocturnes), Yougoslavie (1954), le delta du Guadalquivir pour y voir des oiseaux et des lynx (1969), en Roumanie (pour y voir des ours, 1972), en Islande (avec la Société botanique de Genève, 1976) puis également en Afrique (Ouganda, Kenya, Tanzanie pour observer la faune) et en Asie (Inde, Népal, 1977). Au cours de ces voyages, elle réalise des aquarelles.

## Distinctions
Elle a obtenu à Genève le Prix Calame (1934), le Prix Diday (1937) et le Prix Harvey (1941,).

## Expositions
Expositions collectives :
- expositions nationales suisses d'art en 1931, 1936, 1941 et 1946,
- expositions nationales suisses de Zurich en 1939,
- Kunsthaus de Zurich en 1940,
- Sion en 1951[8] et 1959[9],
- Exposition nationale suisse du travail féminin, à Zurich, en 1958[10],
- Musée Rath en 1980[11].
- Elle expose régulièrement avec la SSFPSD (Société suisse des femmes peintres, sculpteurs et décorateurs).

Expositions avec Robert Hainard :
- 1935 : Musée Rath, Genève, du 5 au 24 octobre 1935[12]
- 1986 : Savièse, Maison de commune[13],[14]
- 1998 : Genève (Jardin botanique) et Lausanne (Musée botanique)[15]

Expositions personnelles :
- 2005 : Savièse, Maison de Commune, du 24 septembre au 30 octobre[16]

## Collections publiques
Œuvres acquises par le Musée d'art et d'histoire de Genève (Paysage en février ; Ciel bas).